# Нововладимировский сельский совет (Голопристанский район)
Нововладимировский сельский совет (укр. Нововолодимирівська сільська рада) — входит в состав
Голопристаньского района
Херсонской области
Украины.
Административный центр сельского совета находится в 
с. Нововладимировка
.

## Населённые пункты совета
- с. Нововладимировка
- с. Зеленотропинское
- с. Слепушинское